# Tour EDF
Tour EDF ist der Name eines Wolkenkratzers im Pariser Vorort Puteaux in der Bürostadt La Défense. Mit dem Bau wurde im Dezember 1998 begonnen. Bei seiner Fertigstellung im Mai 2001 war der 165 m hohe Büroturm der Sechsthöchste im Geschäftsviertel La Défense. Der Wolkenkratzer verfügt über 41 oberirdische und sechs unterirdische Etagen. Das Gebäude ist 31,2 Meter breit und 74,5 Meter lang und verfügt über eine Fläche von etwa 57.000 Quadratmetern. Entworfen wurde der Wolkenkratzer von den Architekten Ieoh Ming Pei, Cobb, Freed & Partners, SRA Architectes, Roger Saubot und Jean Rouit.
Der Büroturm ist mit der Métrostation La Défense und dem Bahnhof La Défense an den öffentlichen Nahverkehr im Großraum Paris angebunden.